# Grotele Longmen

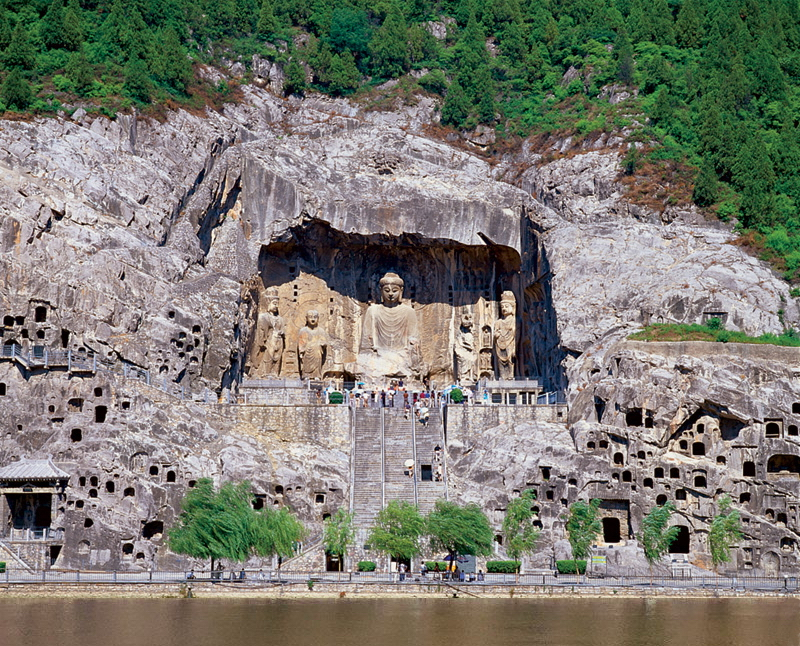
Faimoasele Grote Longmen.

Grotele Longmen reprezintă un complex de altare, statui și temple budiste, aflate la 12,5 km de orașul Luoyang, provincia Henan, din China. Ele sunt un foarte bun exemplu al dezvoltării artei budiste chineze, de aceea, în anul 2000 au intrat în patrimoniul mondial UNESCO.

## Geografie
Grotele Longmen au fost săpate în calcar, în munții Xiangshan și Longmen, pe malul de est și de vest al râului Yi. Numele de longmen înseamnă poarta dragonului, deaoarece grotele au forma a două dealuri prin care trece râul Yi, marcând astfel intrarea dinspre sud în Luoyang.
Grotele Longmen sunt unul dintre cele trei mari complexe de grote din China, împreună cu Grotele Yungang, lângă orașul Datong, provincia Shanxi și Grotele Mogao, lângă orașul Dunhuang, provincia Gansu.
Complexul este cel mai mare din China și cuprinde aproximativ 2.345 de grote, unde există 100.000 de statui și basoreliefuri ce reprezintă diferite divinități din mitologia budistă. Există, de asemenea, peste 60 de pagode din piatră, 2.500 de inscripți și simboluri budiste și 10 temple săpate în stâncă.

## Istorie
Împăratul Xiaowen (471-499 d.Hr) din dinastia Wei de Nord, a decis să mute capitala de la Datong la Luoyang. În anul 493, împăratul decide excavarea și sculptarea grotelor după modelul celor din fosta capitală. Acest proces a avut loc între anii 493-1127, și a avut loc în patru etape.
Prima etapă a avut loc între anii 493-534, în timpul dinastiei Wei de Nord. Atunci au fost săpate primele peșteri, cea mai veche fiind Guyang, iar în anul 478 au fost realizate primele sculpturi. Peștera Guyang, a fost primul templu realizat unde veneau de obicei împăratul și apropiații săi pentru a se ruga.
A doua etapă a avut loc între anii 534-626, în timpul dinastiilor Sui (581-618) și începutul dinastiei Tang (618-907). În acest timp au fost săpate alte grote precum Yaofang.
A treia etapă a avut loc între anii 626-755, în timpul dinastiei Tang, când budismul s-a dezvoltat foarte mult și a devenit religie de stat. Atunci au fost săpate noi grote precum Jinan și Ganjing, dar cea mai importantă realizare este construcția templului Fengxian. Templul a fost construit între anii 672-676, din ordinul împărătesei Wu Zetian, și este celebru pentru cele 9 statui uriașe ale sale, cele mai mari din tot complexul. Cea mai mare statuie îl reprezintă pe Buddha Vairocana și are o înălțime de 17 metri.
A patra etapă și ultima a avut loc între anii 755-1127, spre sfârșitul dinastiei Tang și începutul dinastiei Song (960-1279). În această perioadă construcția de grote a luat sfârșit din cauza persecuțiilor religioase, a luptelor cu dinastiile rivale și cu invadatorii mongoli.
Între anii 1368-1912, în timpul domniilor dinastiilor Ming (1368-1644) și Qing (1644-1912), Grotele Longmen au fost recunoscute ca monumente naționale și au fost reconsolidate.
În timpul celui de-al doilea război chino-japonez (1937-1945), japonezii au jefuit site-ul și au luat multe relicve în Japonia. În prezent multe dintre aceste relicve se află în muzeele japoneze.
În anul 1949, Partidul Comunist Chinez a declarat Grotele Longmen ca arie protejată și conservată. În anul 2000 au intrat și în patrimoniul mondial UNESCO. În prezent Grotele Longmen sunt conservate, protejate și restaurate fiind o faimoasă locație turistică, dar și un loc de pelerinaj pentru credincioșii budiști.

## Galerie de imagini

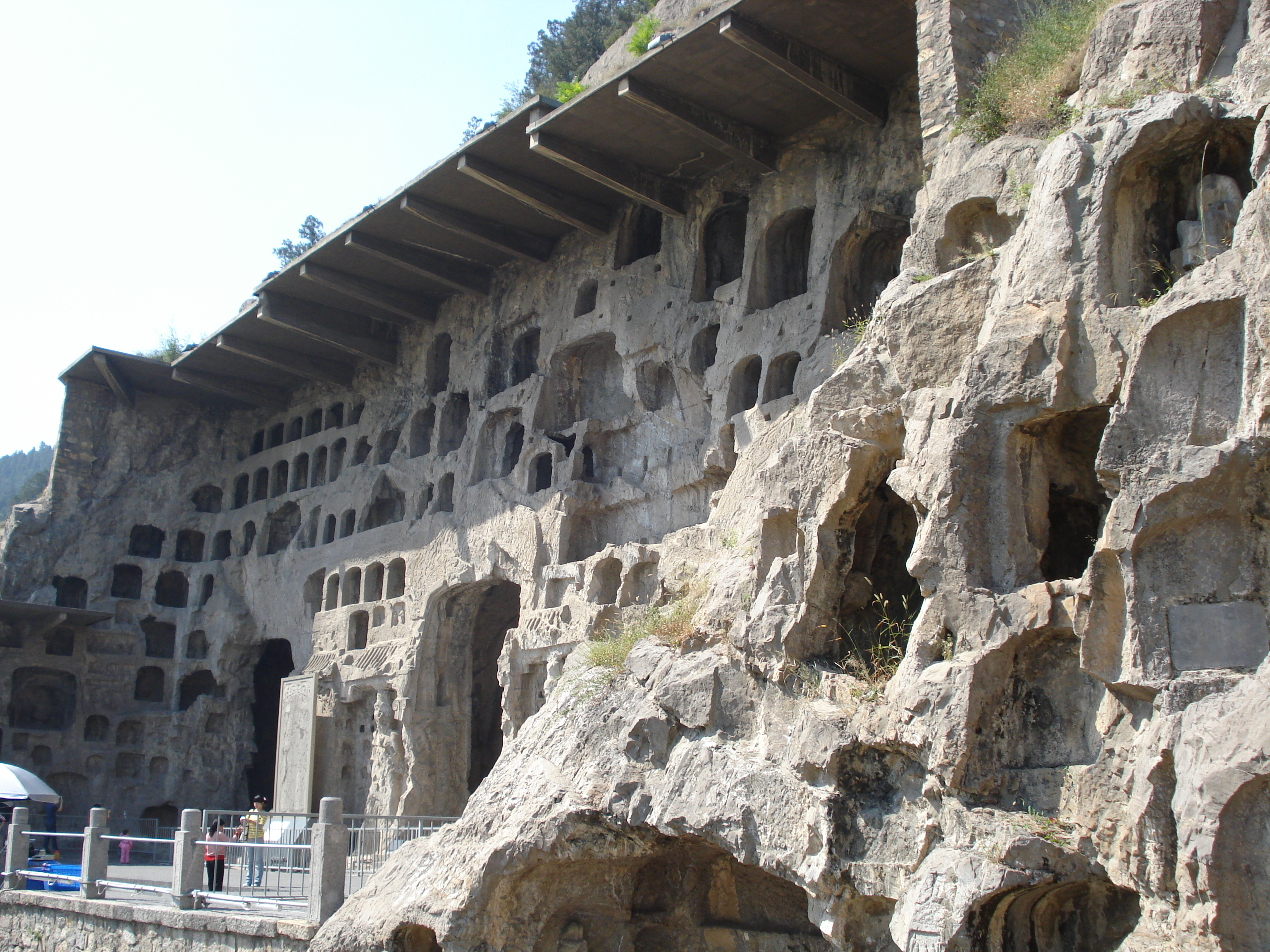
Grotele complexului
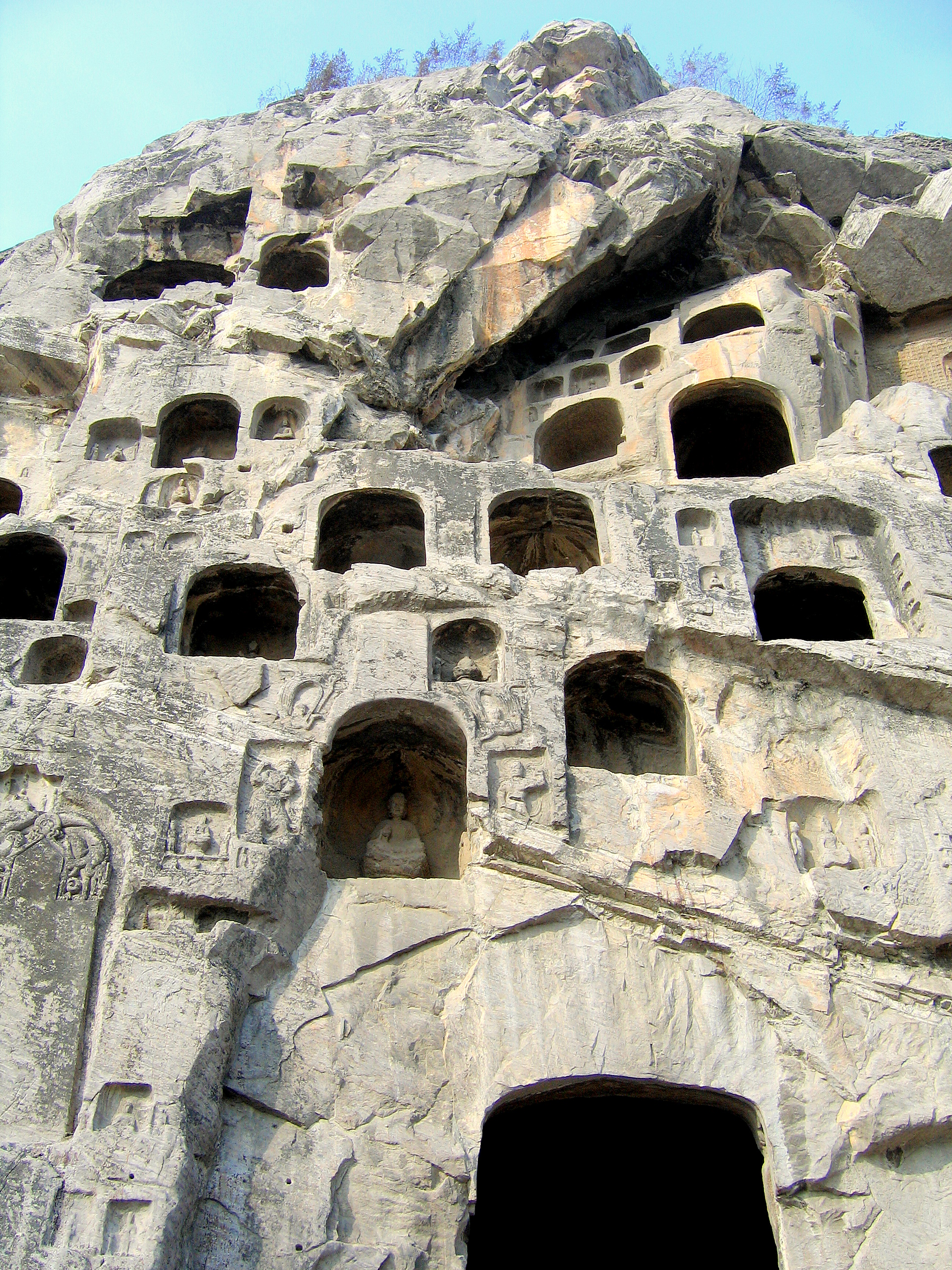
Alte grote
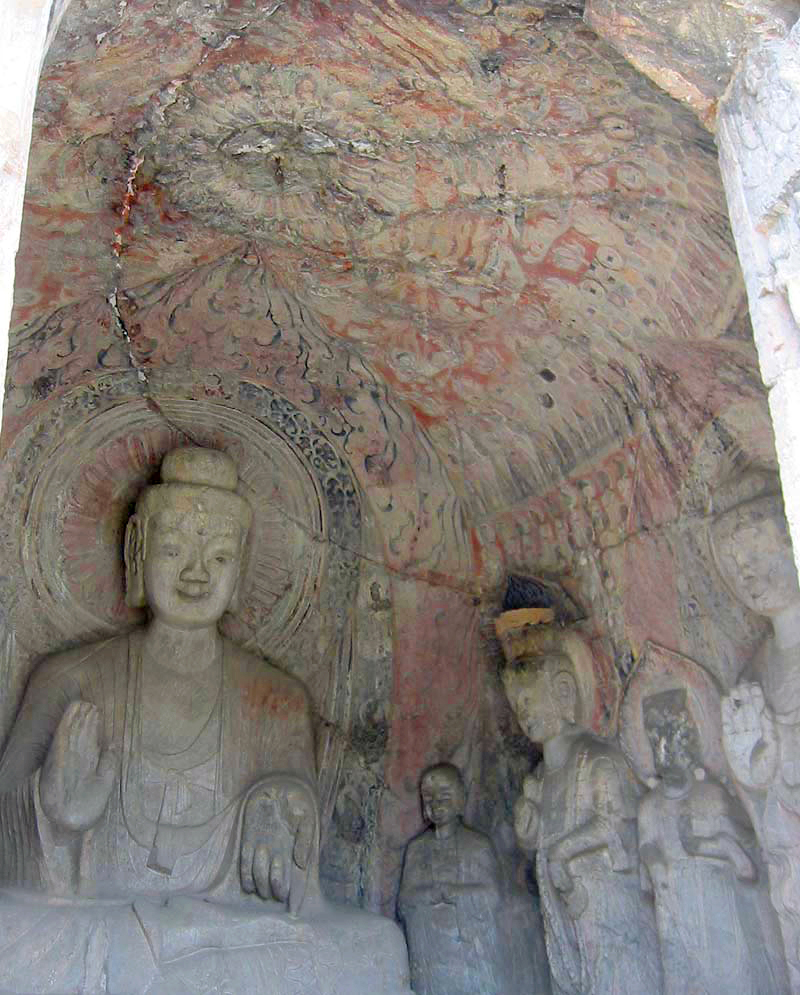
Interiorul unei mici grote
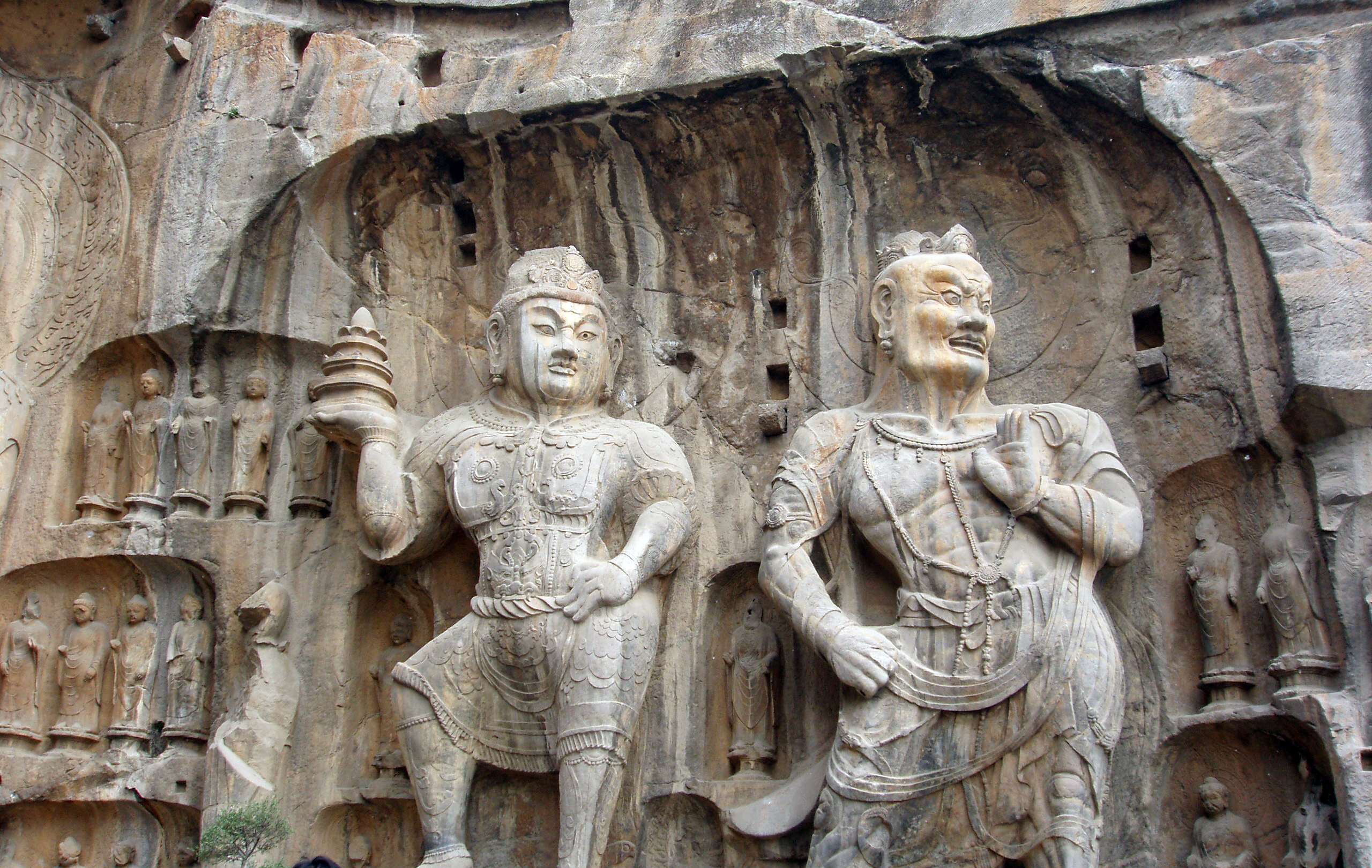
Statui de la Fengxian
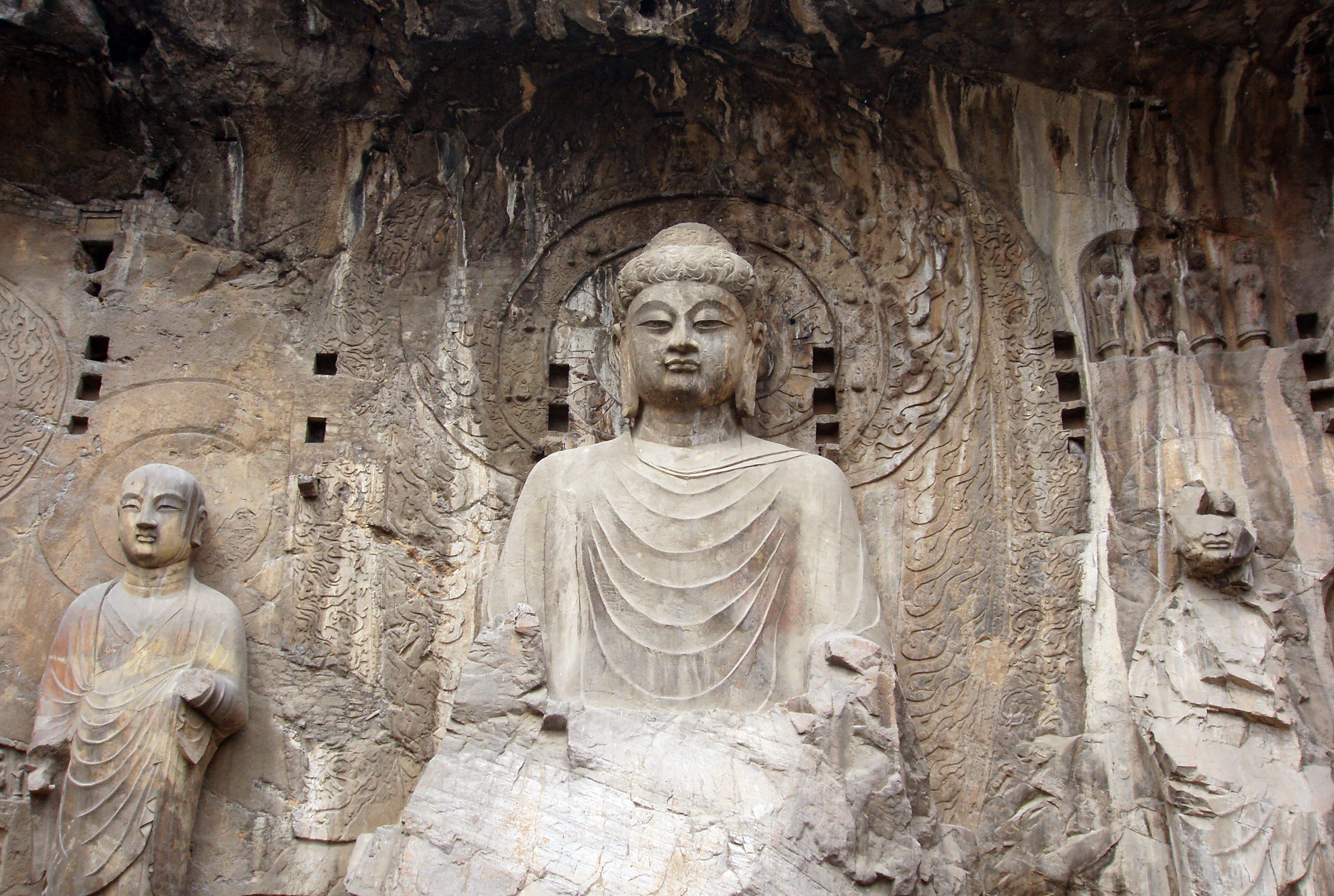
Buddha Vairocana
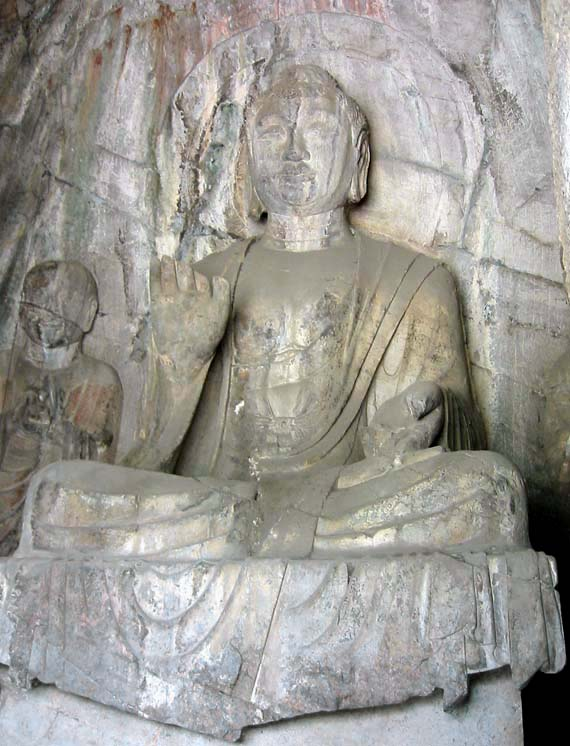
Buddha Amitabha
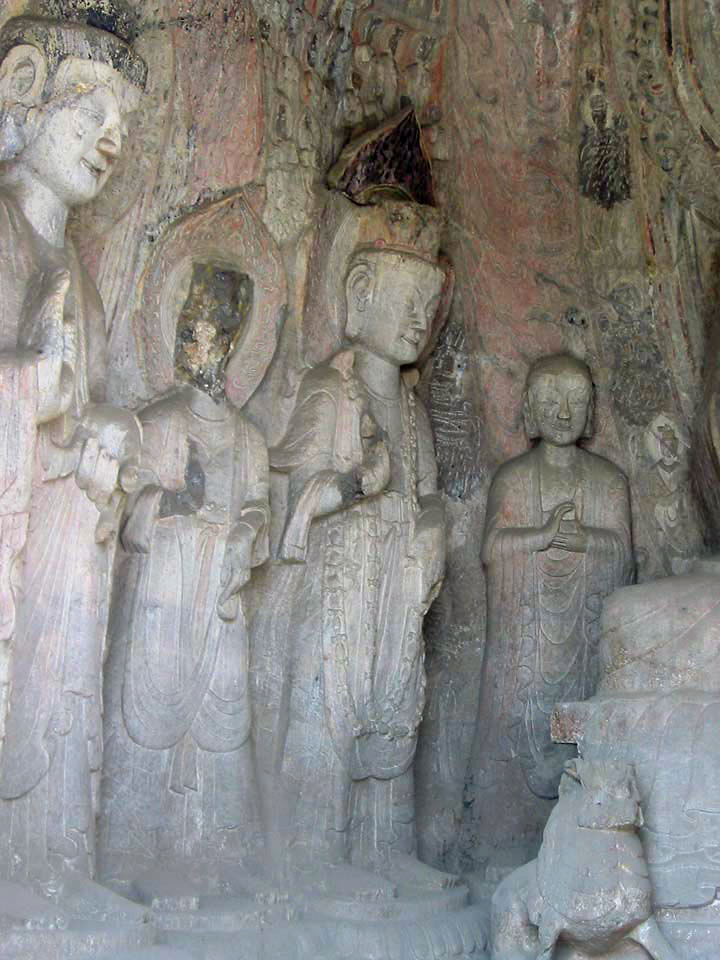
O altă grotă